# Echinopterys eglandulosa
Echinopterys eglandulosa là một loài thực vật có hoa trong họ Malpighiaceae. Loài này được (A.Juss.) Small mô tả khoa học đầu tiên năm 1910.